# Tesis – Der Snuff Film
Tesis – Der Snuff Film (auch bekannt unter dem Titel Tesis – Faszination des Grauens) ist ein spanischer Spielfilm aus dem Jahre 1995. Der Film ist der erste Langfilm des Regisseurs Alejandro Amenábar.

## Handlung
Angela ist eine Studentin an der Filmhochschule und will ihre Magisterarbeit über das Thema Gewalt im Film schreiben. Bei der Recherche zu ihrem Thema findet sie im Archiv der Universität Videoaufnahmen von Morden an Mitstudentinnen. Über die Videos wird sie mit dem Phänomen von so genannten Snuff-Filmen konfrontiert. Bei ihrer weiteren Recherche erhält sie die Hilfe ihres Studienkollegen Chema, der ein eingefleischter Splatter-Fan ist. Der Horror der Filme überträgt sich langsam auf das reale Leben Angelas. Als Angela sich in den Studenten Bosco verliebt, bemerkt sie erst spät, dass Bosco der Mörder im Hintergrund der Snuff-Filme aus dem Archiv der Universität ist und gerät selbst in die Fänge des Psychopathen.

## Kritiken
- Lexikon des internationalen Films: „In Gestalt eines spannenden, aber auch nervenzerrenden Genrefilms setzt sich die Produktion mit einer entmenschlichten Welt auseinander, die von purer Sensationsgier beherrscht wird. Dabei wird das Grauen nicht als dämonisches Faszinosum, sondern in all seinen abstoßenden Facetten dargestellt. Ein schockierender Film, trotz relativ zurückhaltender Bilder.“[1]

- Prisma Online: „Dem bei Entstehung des Films erst 23-jährigen Alejandro Amenábar gelang ein Aufsehen erregender Debütfilm, der die Wechselwirkung von Gewalt in den Medien und Voyeurismus reflektiert. Dabei illustrierte er die Angst und Faszination medialer Gewalt im Stil eines raffinierten Genre-Thrillers.“

## Auszeichnungen
- Bei der Goya Verleihung 1997 wurde der Film siebenmal ausgezeichnet, u. a. in der Kategorie Bester Film des Jahres. Amenábar wurde mit seinem Film zur Berlinale 1996 eingeladen, wo der Film innerhalb der Sektion Panorama erstmals einem deutschen Publikum vorgestellt wurde.
- Goya 1997
  - Bester Film
  - Beste Regie (Alejandro Amenábar)
  - Beste Hauptdarstellerin (Ana Torrent)-Nominierung
  - Bester Nachwuchsdarsteller (Fele Martínez)
  - Bestes Originaldrehbuch (Alejandro Amenábar)
  - Bester Produzent (Emiliano Otegui)
  - Bester Schnitt (María Elena Sáinz de Rozas)
  - Bester Ton (Daniel Goldstein, Ricardo Steimberg und Alfonso Pino)